# Club Social y Deportivo Tipografía Nacional
El Club Social y Deportivo Tipografía Nacional es un club de fútbol de Guatemala con base en Ciudad de Guatemala. Fue fundado en 1924 por empleados de la casa de imprenta del mismo nombre, siendo la institución más antigua del país en disputar alguna vez el campeonato de la Liga Mayor/Liga Nacional, máxima categoría del organigrama futbolístico guatemalteco.

## Historia
Fue uno de equipos más tradicionales del país durante el siglo XX, ubicándose aun como el quinto club más exitoso en la historia del fútbol de Guatemala en cuanto a títulos nacionales obtenidos se refiere.
En 1928 el club ingresó a la Liga Capitalina, de la que se consagró campeón en tres oportunidades entre 1938 y 1940. Entre 1937 y 1941 impuso además un récord a nivel nacional luego de anotar al menos un gol durante 51 encuentros consecutivos. Ya como parte de la Liga Mayor Tipografía Nacional conquistó tres nuevos campeonatos entre 1943 y 1953.
Durante este período además el club estableció una rivalidad con Municipal, que tuvo sus orígenes en el gran rendimiento alcanzado por ambos equipos durante las primeras temporadas de la Liga Mayor, ganando entre 1943 y 1955 cuatro campeonatos el Municipal y tres el Tipografía Nacional, el primero de ellos de manera invicta. La rivalidad comenzó a decaer a partir de la segunda mitad de la década de 1950 a causa principalmente de la baja en el rendimiento deportivo del «Tip Nac» y el auge de otro club de la capital: Comunicaciones.
En 1981 Tipografía finalizó en la última ubicación del torneo, siendo relegado a la Liga Mayor "B" (actual Primera División de Ascenso). Aun cuando regresó a la Liga Mayor luego de dos temporadas, el club volvió a descender en la temporada 1992-93. Desde entonces, y debido principalmente a los problemas económicos que sufrió la institución, Tipografía Nacional continuó descendiendo de categoría hasta desaparecer finalmente en el año 2002. Pero en el año 2012 resurgió nuevamente, con una nueva y renovada directiva que busca hacer historia con este equipo por lo cual se hicieron los esfuerzos necesarios y actualmente milita en la 2.ª division del fútbol Nacional.
A lo largo de la historia de este equipo guatemalteco resaltan muchos jugadores, entre los defensas más potentes del equipo se encontraba Manuel Santizo más conocido como "Manolo".
A lo largo de su historia, el club vistió camiseta listada blanca y roja y pantalones azules.
En el año 2014 el club inicia de nuevo en la tercera división del fútbol de Guatemala, teniendo como sede el Complejo polideportivo de Barberena, al mando del Argentino Carlos Ruiz, quien fundamenta sus bases en jóvenes con un promedio de 17 Años de edad originarios de varias localidades de este departamento del sur oriente de Guatemala quienes en su primer torneo llegaron a estar entre los primeros 16 equipos de esa división.
En 2016 el club consigue el Ascenso a la Segunda División de Fútbol tras vencer en la fase de Ascenso a Patulul FC por un global de 6 a 2.
La final del Torneo la había disputado vs Camotán, de Chiquimula. El autor del gol que le dio la victoria a Tipografía Nacional fue el jugador nacido en El Cerinal, César Chinchilla.

## Estadísticas
- Mayor goleada a favor: Tip Nac 13 - Juventud Barceña 0 (2015)
- Mayor goleada en contra: CSD Comunicaciones 8 - Tip Nac 0 (1991)

## Jugadores destacados
| - Eduardo de León - Marco Fión - Selvin Pennant - Horacio Hasse - Daniel Salamanca - Leonardo McNish - Raúl Magaña - Edgar Bolaños - José Rafael Godoy - Adrián Fernández - Rogelio Flores | - Felipe Carías - Bobby Tally - Ricardo Piccinini - Julio García - Ignacio González - Fernando Espinoza - Silvio Aquino - Hugo Peña - Oscar Sánchez - Ricardo Alexander Clark - David Stokes Brown |

## Entrenadores
- Roberto Calderón (1937-1944)
- Joaquín Ortiz "Tacuazín" (1943-1945), (1953)
- Lorenzo Ausina Tur (1968-1969)
- Haroldo Cordón
- Rolando Torino (1984-1985)
- Jonathan Salas Sandoval (1992–1994)
- Carlos Mijangos (2003-2004)
- Felipe Carías (2012)
- Carlos Ruiz (2014)
- Javier Sinay (2014-2016)
- Mario Tzic (2016)

## Palmarés
- Liga Capitalina (3): 1938, 1939, 1940.
- Campeonato de la República (2): 1938, 1940.
- Liga Nacional (3): 1943, 1944-45, 1952-53.
- Copa de Guatemala (1): 1954.
- Campeón de Campeones (1): 1954.
- Primera División de Guatemala (2): 1983, 1988-89.
- Tercera División de Guatemala (1): 2016.